# Crimson Thunder
Crimson Thunder (engl. für: Purpurroter Donner) ist das vierte Studioalbum der schwedischen Power-Metal-Band Hammerfall. Es erschien 2002 bei Nuclear Blast. Für das Album wurde die Band während des, für das Livealbum One Crimson Night mitgeschnittenen, Konzerts in Göteborg am 20. Februar 2003 mit einer goldenen Schallplatte ausgezeichnet.

## Entstehung
Die Aufnahmen zum ersten Album mit Charlie Bauerfeind als Produzenten, dauerten etwa sieben Wochen und waren gegen Ende Juli 2002 abgeschlossen. Die Band war erstmals vor dem Zeitplan fertig, was die Bandmitglieder als sehr ungewöhnlich empfanden.
Nachdem ursprünglich geplant war, einer limitierten Ausgabe des Albums einen Comic von Jan Oidium beizugeben, der sich schon länger mit der Idee eines Hammerfall-Comics beschäftigt hatte, erschienen 1000 Exemplare des auf 10.000 Stück limitierten Hardcover-Hammerfall-Comics mit einer Kopie von Crimson Thunder.
In einem späteren Musikvideo zu Hearts on Fire spielt die schwedische Curling-Mannschaft mit. Der Clip wurde für die Olympischen Winterspiele 2006 in Turin aufgenommen.

## Titel
Der Titel des Albums bezieht sich auf Blut, das durch Venen fließt. Außerdem spielt es auf das Cover an, auf dem sowohl purpurner Himmel, als auch Blitz und Donner zu sehen sind.

„Im Endeffekt sagt es, dass sich etwas im purpurnen Himmel zusammenbraut.“

## Titelliste
1. Riders of the Storm (Oscar Dronjak, Joacim Cans) – 4:43
2. Hearts on Fire (Oscar Dronjak, Joacim Cans) – 3:51
3. On the Edge of Honour (Oscar Dronjak, Joacim Cans) – 4:49
4. Crimson Thunder (Oscar Dronjak, Joacim Cans) – 5:05
5. Lore of the Arcane (Oscar Dronjak) – 1:27
6. Trailblazers (Oscar Dronjak, Joacim Cans) – 4:39
7. Dreams Come True (Oscar Dronjak) – 4:02
8. Angel of Mercy (David C. T Chastain) – 5:38
9. The Unforgiving Blade (Oscar Dronjak, Joacim Cans) – 3:40
10. In Memoriam (Stefan Elmgren) – 4:21 (Instrumental)
11. Hero’s Return (Oscar Dronjak, Joacim Cans) – 5:22

### Bonustrack (Europa, Brasilien)
1. Rising Force – 4:30 (Originalinterpret: Yngwie Malmsteen)

In der japanischen Version ist Crazy Nights, eine Coverversion des gleichnamigen Songs von Loudness und in der nordamerikanischen Detroit Rock City, eine Coverversion von KISS, als Bonustrack vorhanden.
Auf der europäischen Version sind mit Angel of Mercy von Chastain und dem Bonustrack Rising Force von Yngwie Malmsteen zwei Coverversionen enthalten.
Der Song Hearts on Fire wurde in der gleichnamigen Single bereits am 30. September veröffentlicht.

## Kommerzieller Erfolg

### Chartplatzierungen
| ChartsChartplatzierungen | Höchstplatzierung | Wochen |
| ------------------------ | ----------------- | ------ |
| Deutschland (GfK)        | 13 (5 Wo.)        | 5      |
| Österreich (Ö3)          | 65 (1 Wo.)        | 1      |
| Schweden (GLF)           | 3 (10 Wo.)        | 10     |
| Schweiz (IFPI)           | 83 (1 Wo.)        | 1      |

| ChartsJahrescharts (2002) | Platzierung |
| ------------------------- | ----------- |
| Schweden (GLF)            | 61          |

### Auszeichnungen für Musikverkäufe
| Land/Region     | Auszeichnungen für Musikverkäufe (Land/Region, Auszeichnung, Verkäufe) | Verkäufe |
| --------------- | ---------------------------------------------------------------------- | -------- |
| Schweden (IFPI) | Gold                                                                   | 30.000   |
| Insgesamt       | 1× Gold ·                                                              | 30.000   |